# 1496 Turku
1496 Turku (1938 SA1) là một tiểu hành tinh vành đai chính được phát hiện ngày 22 tháng 9 năm 1938 bởi Y. Vaisala ở Turku.